# Cvetka Ahlin
Cvetka Ahlin, slovenska mezzosopranistka, operna pevka, * 28. november 1927, Ljubljana, † 30. julij 1985, Hamburg, Nemčija.
Na ljubljanski Akademija za glasbo je študirala petje pri profesorju Juliju Betettu in 1951 postala solistka Opere v Ljubljani. Leta 1956 je bila angažirana v hamburški državni operi in se uveljavila kot nadarjena umetnica z muzikalno in odrsko dognanim interpretacijami, med njimi z vlogo Šarlote v  Massenetovem Wertherju in Oktaviana Straussovem Kavalirju z rožo.